# Batalha de Cascina (Michelangelo)
A Batalha de Cascina é uma ilustração perdida do artista italiano Michelangelo.

## Origem
O trabalho foi encomendado ao artista por Piero Soderini, então político da República Florentina. Inicialmente, a obra deveria ser um afresco pintado numa parede do Salone dei Cinquecento, no Palazzo Vecchio. A parede oposta seria decorada por Leonardo da Vinci, a quem teria sido pedido um trabalho retratando A Batalha de Anghiari. As duas batalhas foram notáveis vitórias medievais florentinas. A de Cascina aconteceu em 28 de julho de 1364, entre as tropas de Florença e de Pisa.

## Descrição
Michelangelo nunca completou este trabalho. Ele produziu, no entanto, uma ilustração da composição pretendida. O desenho foi copiado por vários artistas, sendo o exemplar mais notório ainda existente o de seu pupilo, Sangallo. Alguns dos desenhos preparatórios de Michelangelo também sobreviveram, além de gravuras de partes da cena, feitas por Marcantonio Raimondi. De acordo com o biógrafo Giorgio Vasari, o original foi deliberadamente destruído pelo rival de Michelangelo, Baccio Bandinelli, por invejar sua fama.
Michelangelo retratou o momento do início da batalha, quando o exército florentino foi pego de surpresa pelo ataque dos pisanos. Na representação, os soldados de Florença banham-se nus no rio Arno e respondem a um toque de trombeta anunciando o repentino ataque do exército do inimigo. No emergir do rio e vestir de suas armaduras, eles são cercados. Vários soldados olham ou apontam em direção à posição dos pisanos na esquerda. Um deles é aparentemente lesionado e cai novamente no rio, enquanto outros saltam energicamente para a ação.
O episódio escolhido permitiu a Michelangelo criar uma representação na forma privilegiada do contrapposto, explorando variedades de disposição do corpo humano.

Estudos de Michelangelo
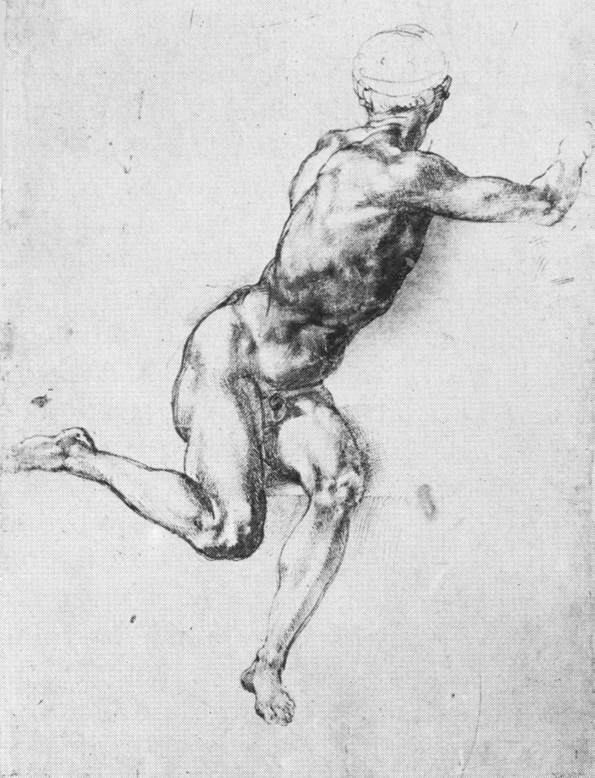
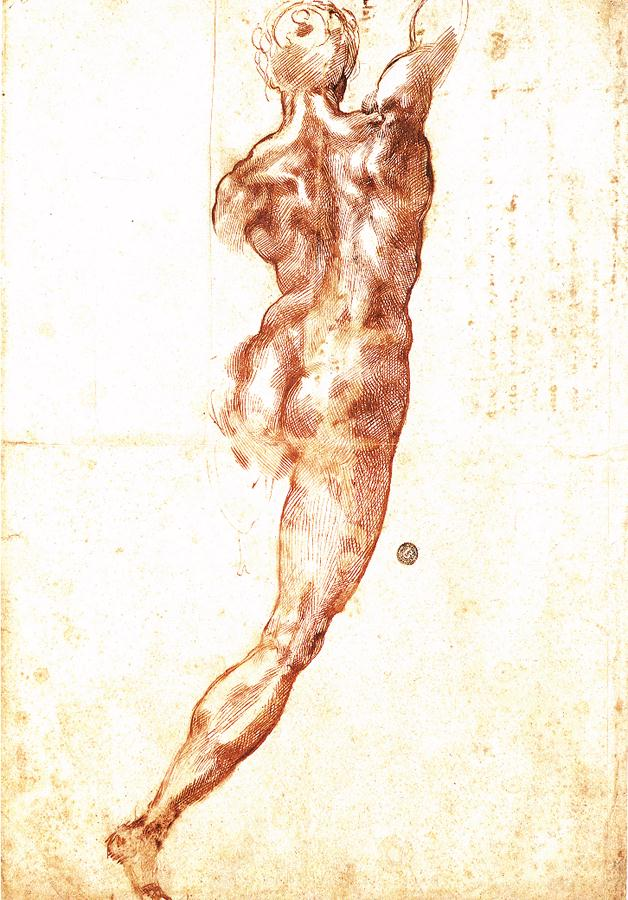
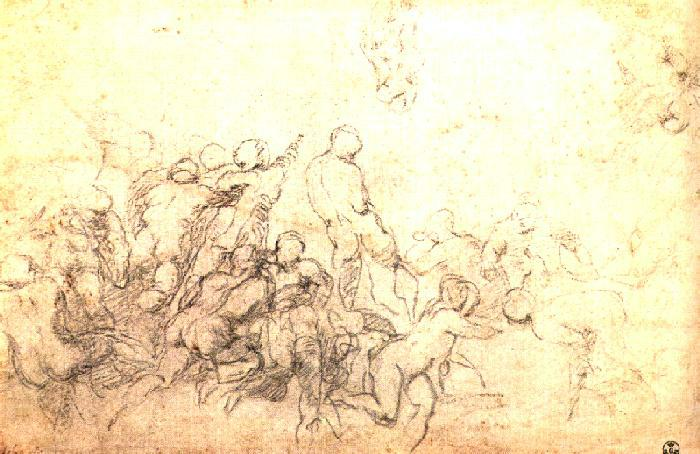
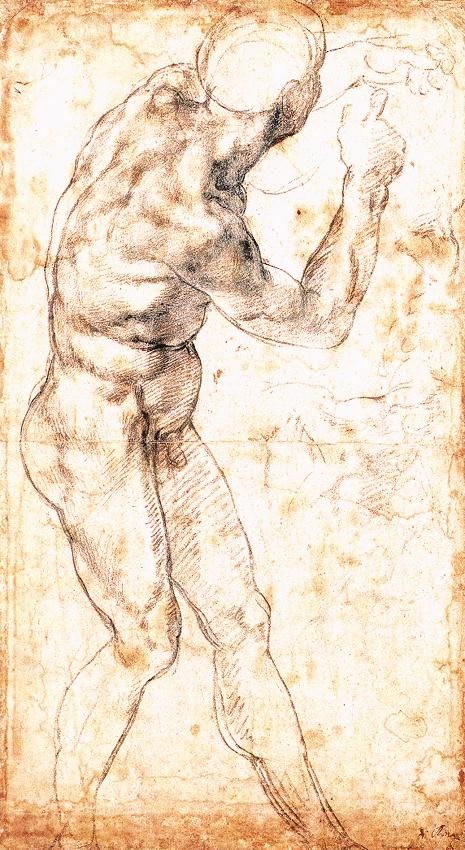
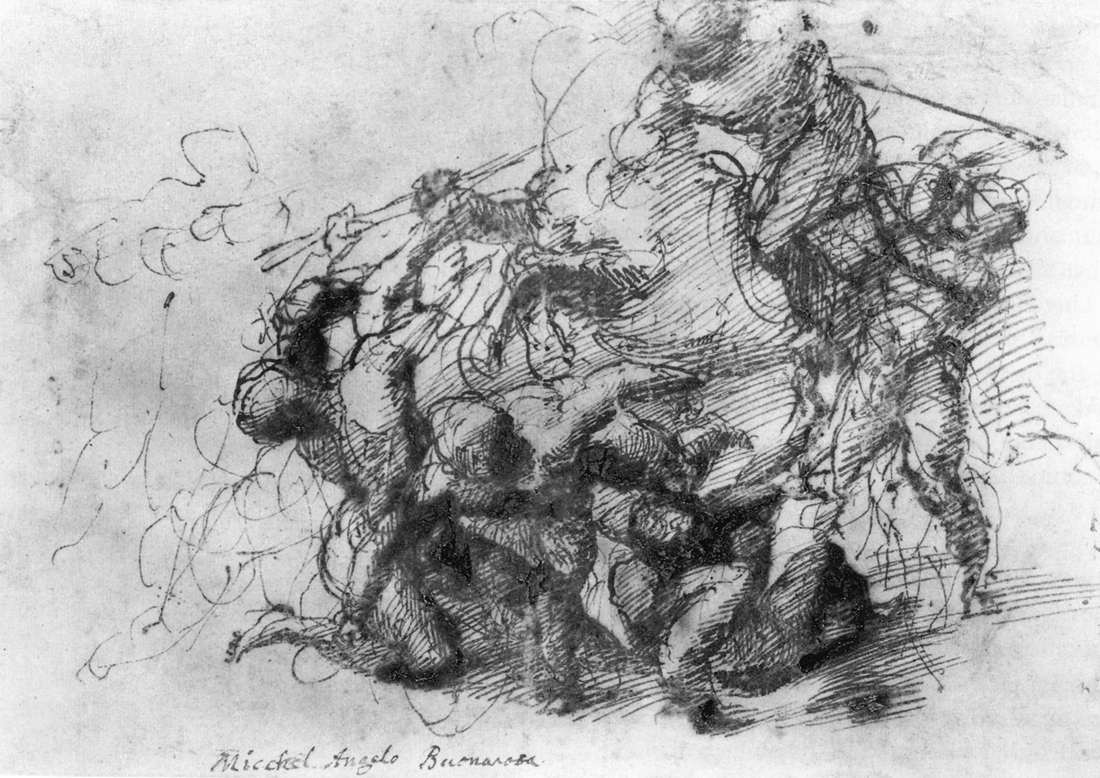
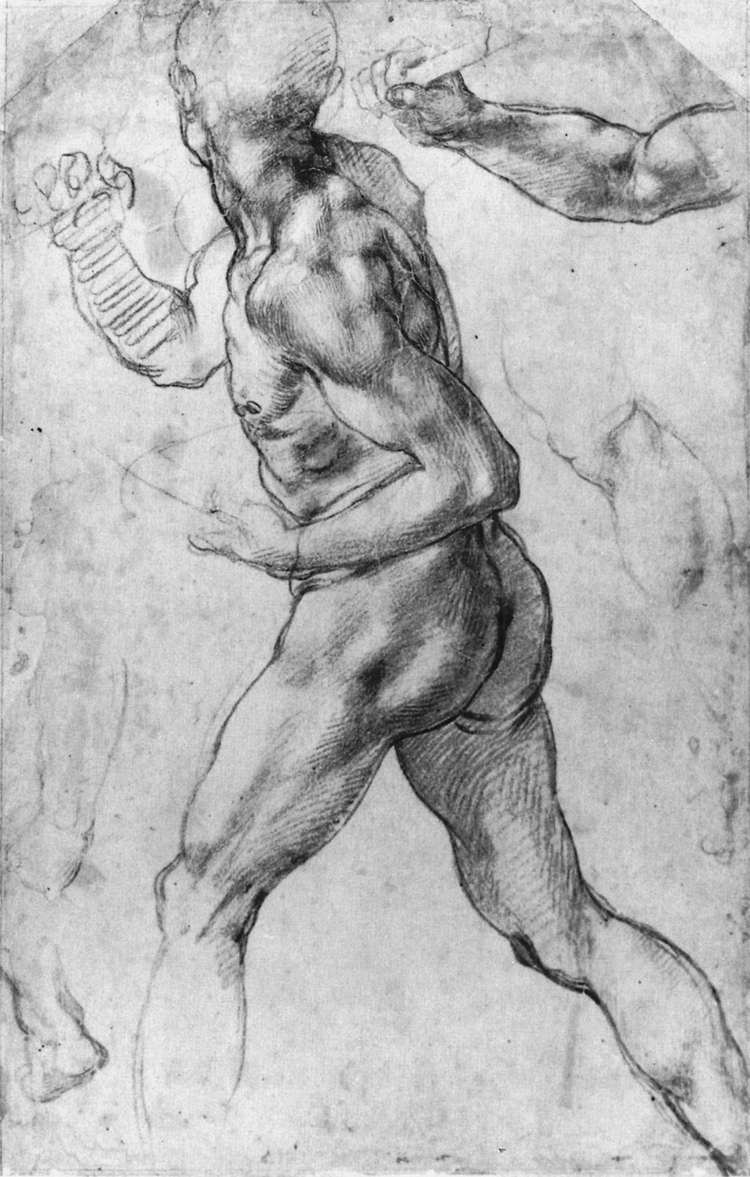

## Ligações Externas
- «Web Gallery of Art: Studies for the Battle of Cascina» (em inglês)